# Дубінін Олександр Олександрович
Олекса́ндр Олекса́ндрович Дубі́нін — старший лейтенант Збройних сил України.

## З життєпису
2006 року закінчив військову кафедру Харківського авіаційного університету, фах — радіоелектронні системи і комплекси літальних апаратів. Ця спеціальність не була затребуваною, почав жити цивільним життям. З початком війни Олександр рік відвідував військкомат, де йому відмовляли. Аж наприкінці 2015-го таки отримав повістку.
Потрапив у 81-шу бригаду. Брав участь у боях за Зайцеве та Авдіївку. 7 квітня 2015-го зробив свій внесок у 8-годинний бій — тоді відбили 3 атаки терористів. Переломна мить настала, коли увімкнули по репродукторах Гімн України. Терористи кинулися в атаку й наразилися на несподівано тверду відсіч.

## Нагороди
- орден Богдана Хмельницького III ступеня (2022) — за особисту мужність і самовіддані дії, виявлені у захисті державного суверенітету та територіальної цілісності України, вірність військовій присязі

За особистий внесок у зміцнення обороноздатності Української держави, мужність, самовідданість і високий професіоналізм, виявлені під час виконання військового обов'язку, та з нагоди Дня Збройних Сил України нагороджений орденом «За мужність» III ступеня (2.12.2016).